# Tolypeutes tricinctus
Tatou à trois bandes, Tatou à trois bandes du Brésil
Espèce
Statut de conservation UICN

 VU A2cd : Vulnérable
Le Tatou à trois bandes du Brésil (Tolypeutes tricinctus) est une espèce de tatous, des mammifères de la famille des Dasypodidés. Surnommé tatu-bola (tatou-boule) au Brésil, il est endémique de ce pays où l'espèce est menacée de disparition par la chasse et la déforestation et on le croyait définitivement éteint quand il a été redécouvert en 1988. Répertorié comme animal vulnérable (VU) par l'Union internationale pour la conservation de la nature (IUCN), ce tatou est extrêmement rare à observer et l'on sait encore peu de choses sur son mode de vie,. En 2014, il a été choisi comme mascotte de la coupe du monde de football, nommée Fuleco.

## Anatomie
La longueur du corps, de la tête à l'origine de la queue, oscille entre 21.8 et 27.3 cm, le tatou mâle étant légèrement plus grand que le tatou femelle. La longueur de sa queue va de 6 à 8 cm. Son poids va de 1 à 1.6 kg.
La carapace bombée est composée de plaques dermiques osseuses, ou « écailles », recouvertes d'un épiderme kératinisé. Elle est constituée de deux blocs fixes, antérieur et postérieur, articulés entre eux par trois bandes mobiles, d'où son nom. Cette carapace n'est pas présente sur la partie inférieure du corps et la superficie interne des pattes qui sont couvertes de rangées de longs poils rêches.

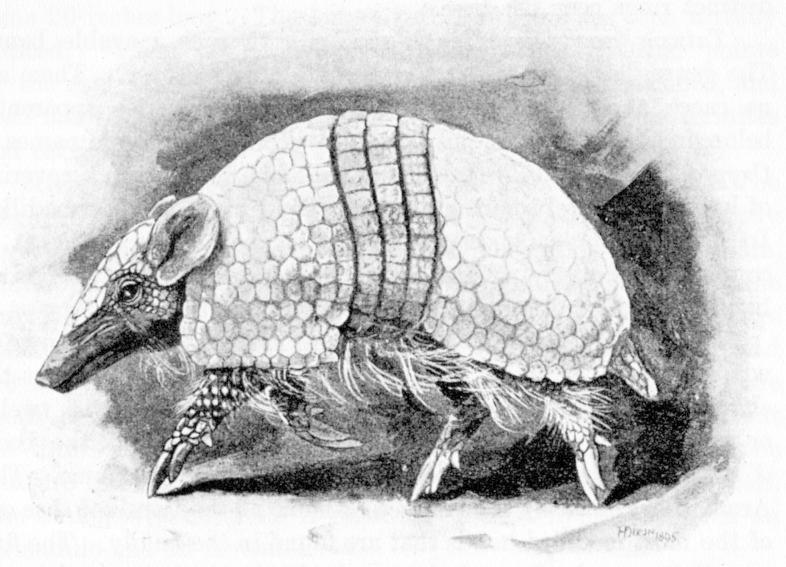
Les trois bandes médianes expliquent son nom.
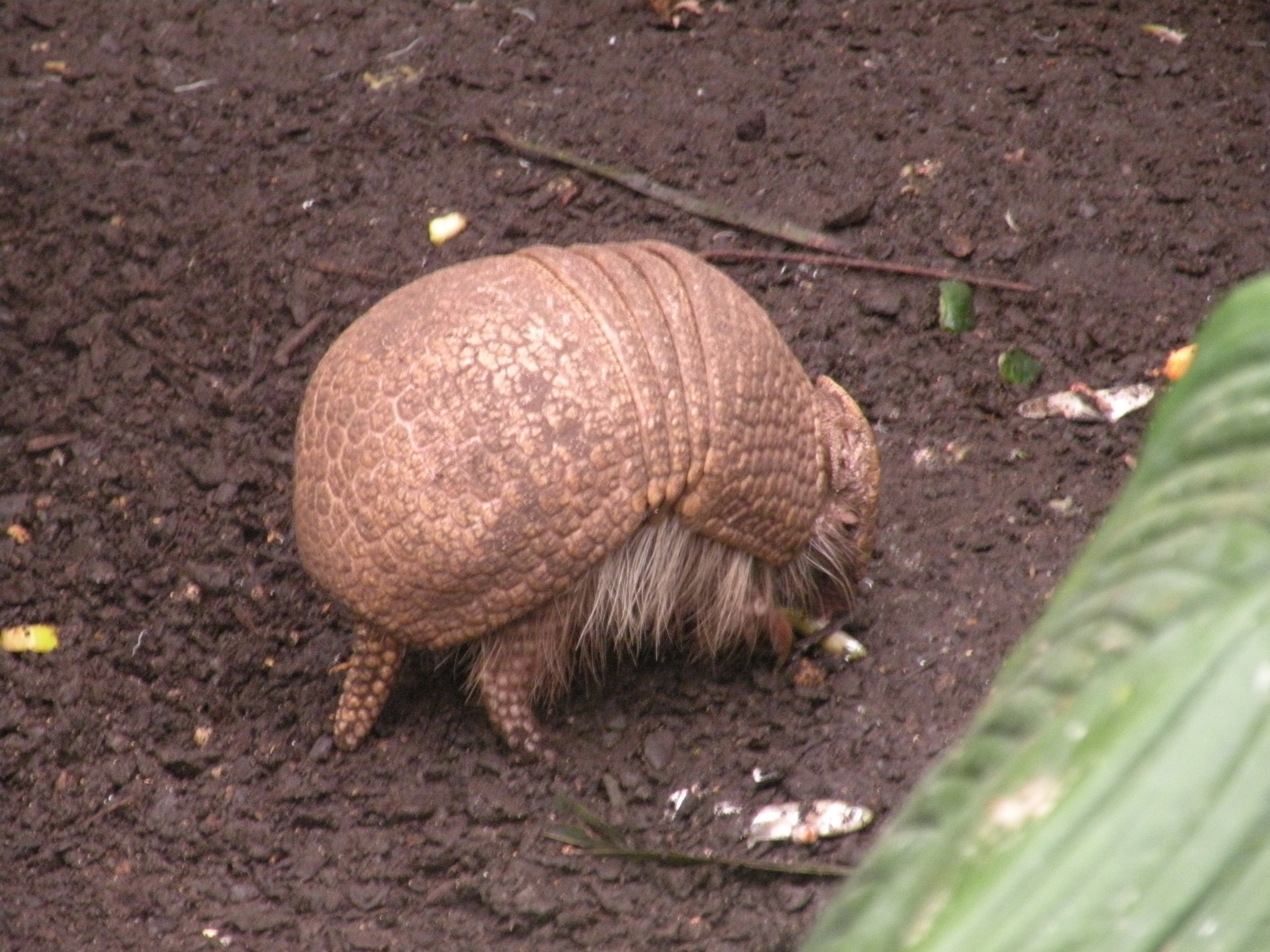
Tatou vivant, dans un zoo
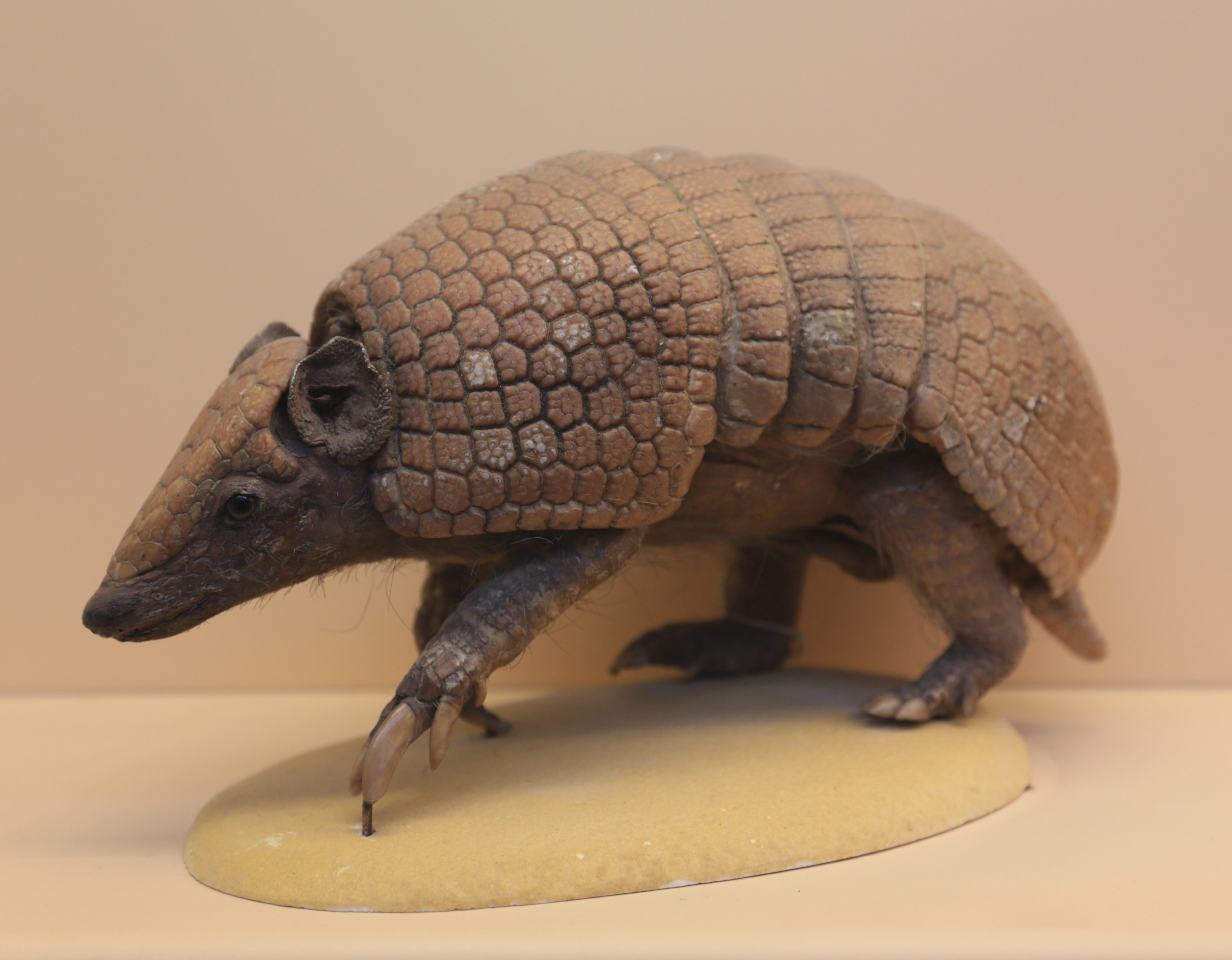
Tatou naturalisé, en position de marche
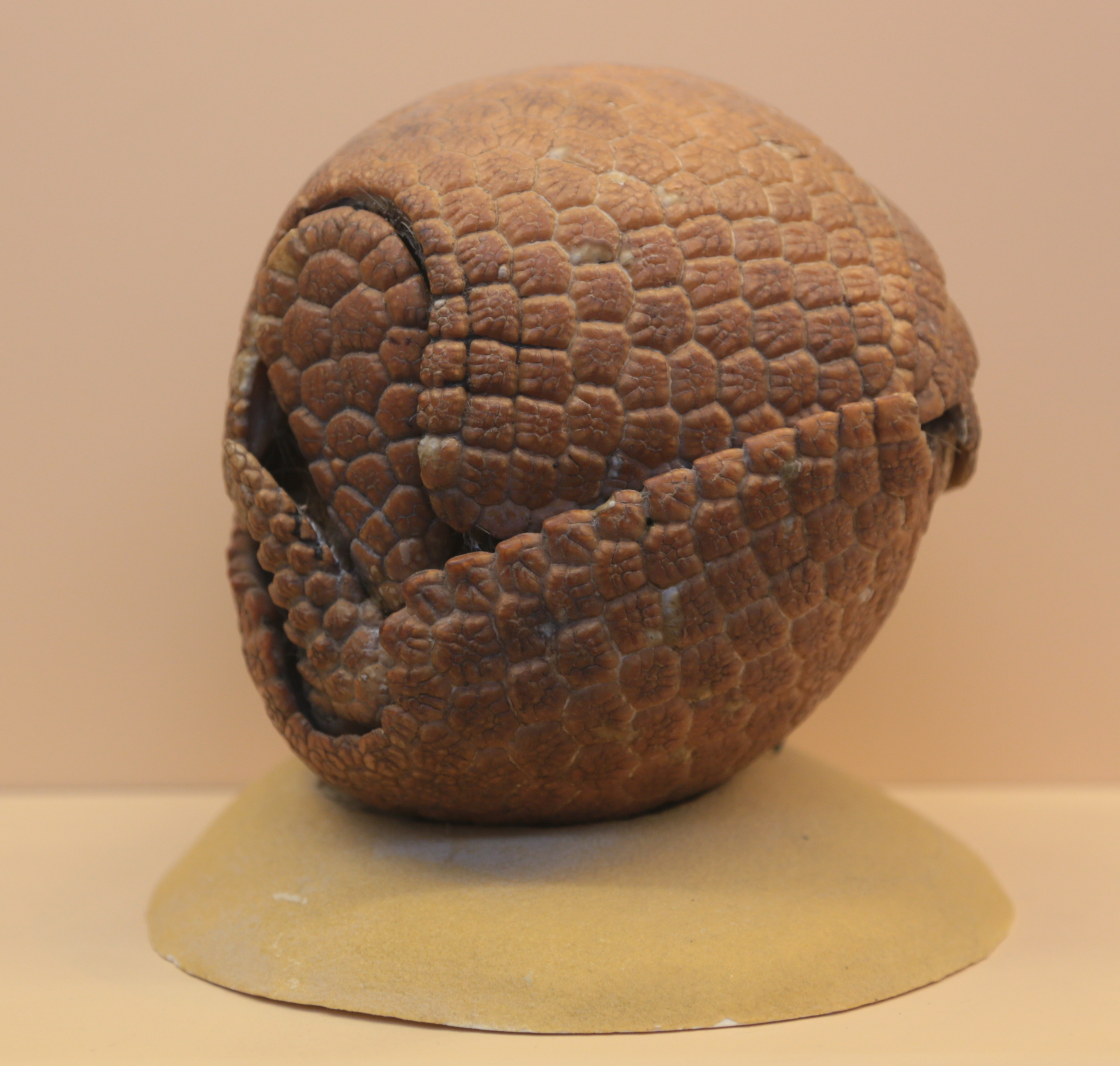
Tatou naturalisé, replié en boule

### Comportement
Le tatou à trois bandes du Brésil est un animal terrestre. Incapable de creuser des terriers pour se cacher, sa seule défense consiste à se mettre en boule, ce qui protège ainsi les parties vulnérables de son corps de tous les prédateurs, à l'exception de grands carnivores comme le jaguar qui peuvent « déplier » cette boule et briser sa carapace. C'est le seul tatou, avec Tolypeutes matacus qui se met en boule en présence d'un danger, d'où son surnom donné par les Brésiliens de tatu-bola-do-nordeste, « tatou-ballon du nord est».
Le territoire d'un individu fait en moyenne 122 ha, mais chez les mâles il peut dépasser 200 ha, empiétant sur celui des femelles et même légèrement sur celui d'autre mâles plus ou moins jeunes.
On ignore quelle est leur durée de vie moyenne, mais d'après l'espèce du même genre, le Tatou à trois bandes du Sud (Tolypeutes matacus), qui est plus souvent maintenue en captivité, on pense que son homologue brésilien peuvent vivre au moins 7 ou 8 années. À cause des dangers plus grands dans la nature, les spécialistes estiment qu'une génération ne dépasse guère 5 années.

## Répartition et habitat

Répartition de l'espèce en Amérique du Sud.

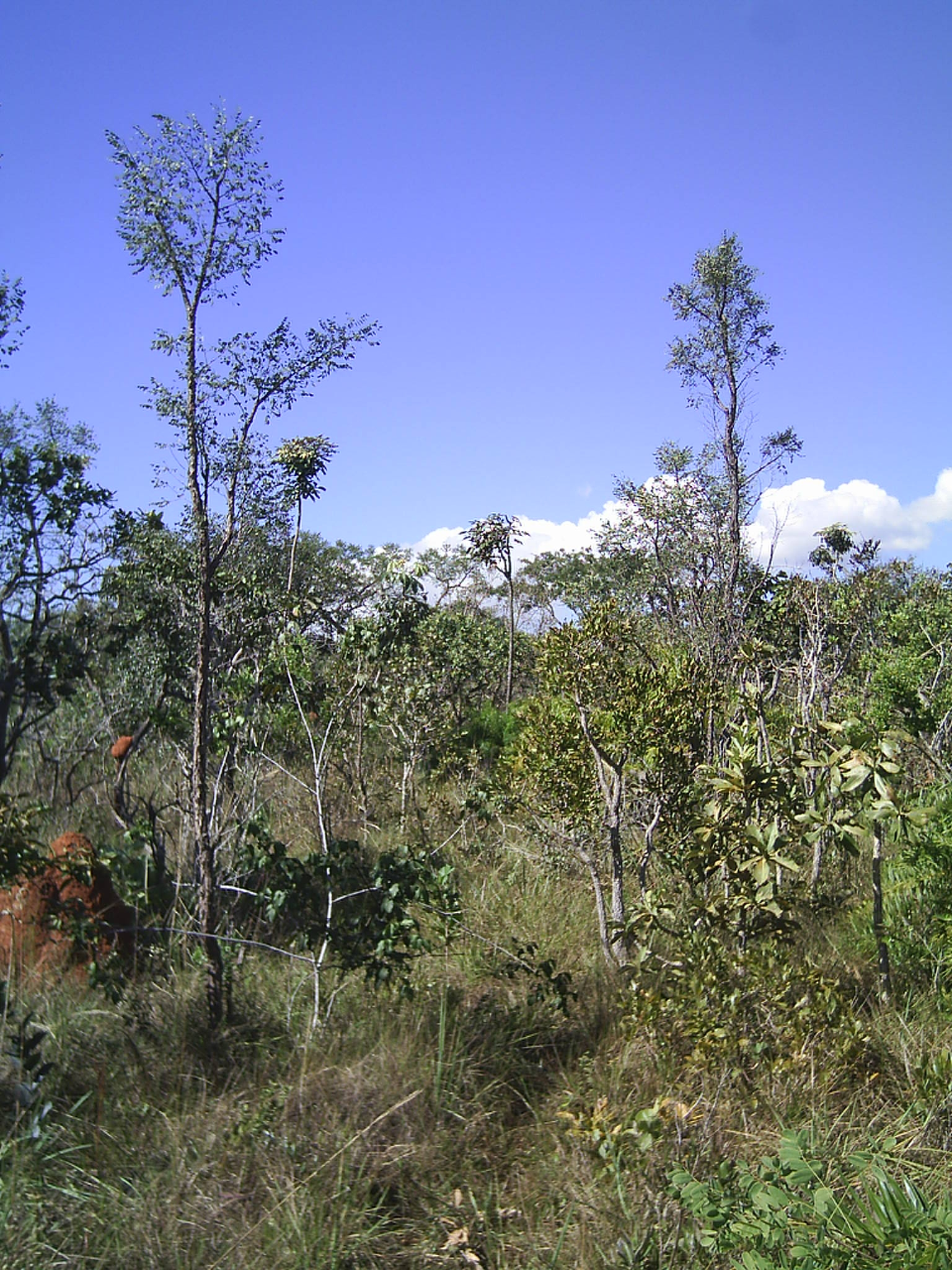
Paysage typique du Cerrado

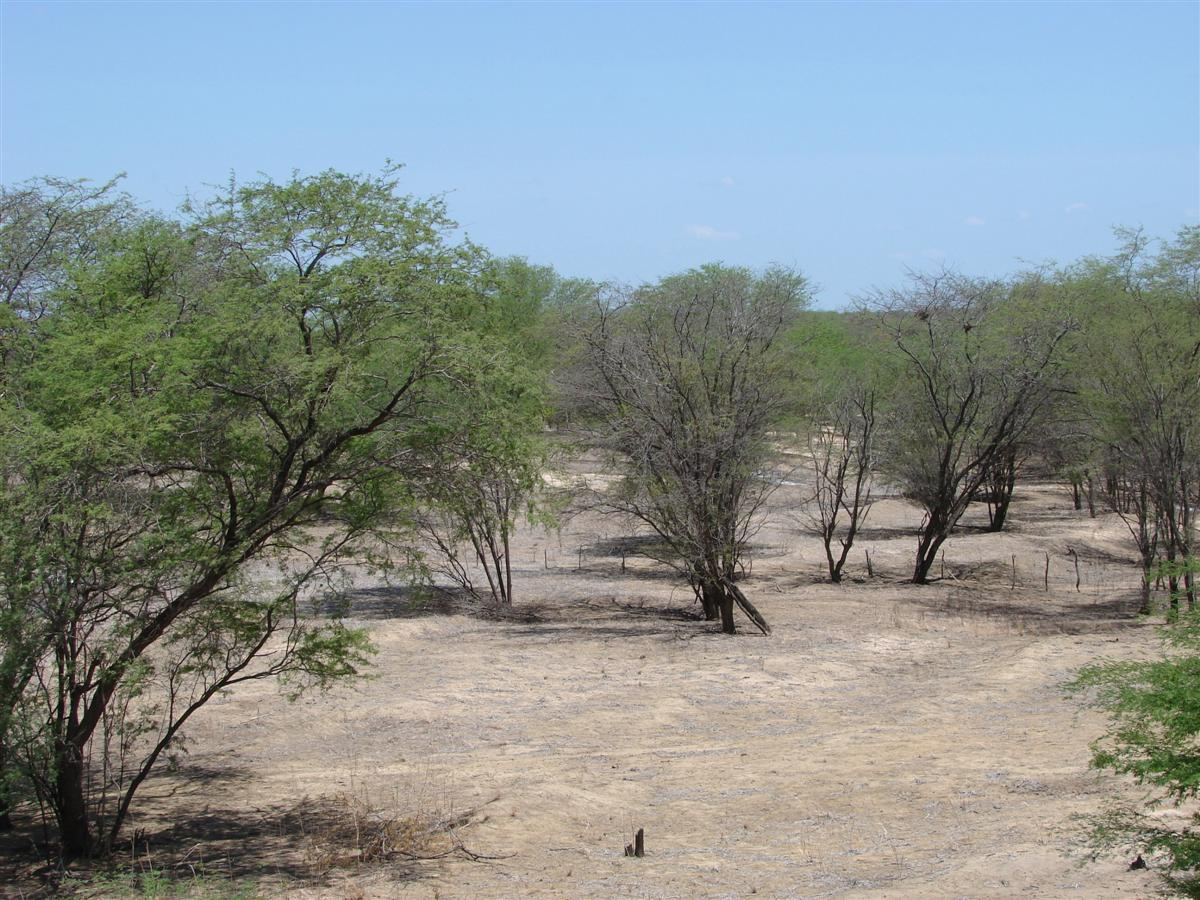
Zone semi-désertique du Caatinga

Le Tatou à trois bandes du Brésil est, comme son nom l'indique, endémique du Brésil et vit dans l'est du pays, juste en dessous de l'équateur terrestre.
On le rencontre dans les états fédérés d'Alagoas, Bahia, Ceará, Goiás, Maranhão, Minas Gerais, Paraíba, Pernambuco, Piauí, Rio Grande do Norte, Sergipe et Tocantins.
Grâce à sa carapace qui emprisonne une couche d'air lui assurant une bonne thermorégulation, son habitat naturel est de type semi-désertique. On le rencontre principalement dans les steppes sèches du nord-est du Brésil, mais aussi dans la savane du Cerrado, au centre du pays où il est en fort déclin. 
Difficile à observer, l'espèce est éclatée en plusieurs populations disparates. On le croyait définitivement éteint, mais des individus ont été redécouverts en 1988, faisant de ce tatou un taxon Lazare.
Les populations peuvent être localement très denses, allant jusqu'à 1,2 individu par kilomètre carré dans le Cerrado, mais ces animaux sont généralement en dehors des aires protégées et leur habitat naturel y est progressivement grignoté par les plantations de canne à sucre ou de soja. Dans le Caatinga ils souffrent aussi de la perte de leur habitat et de la chasse qui se poursuit jusque dans les zones protégées.

### Protection
Les populations de tatous à trois bandes ont baissé en moyenne de 30 % en 10 ans à cause de la perte de leur habitat due à l'activité humaine, et notamment de la déforestation ou de la chasse qui les décime dans certaines régions.
On estime à seulement 3 % des populations les tatous qui vivent dans des zones réellement protégées.

## Classification
Cette espèce a été décrite pour la première fois en 1758 par le naturaliste suédois Carl von Linné (1707-1778), sous le nom scientifique de Dasypus tricinctus.
Elle est parfois classée dans le super-ordre des Xenarthra.

### Liste des sous-espèces
Selon Paleobiology Database (12 juin 2014) :
- sous-espèce Tolypeutes tricinctus matacus
- sous-espèce Tolypeutes tricinctus murieri
- sous-espèce Tolypeutes tricinctus tricinctus

### Synonymes
Synonymes selon Mammal Species of the World (version 3, 2005)  (12 juin 2014) :
- globulus (Olfers, 1818)
- globulus Illiger, 1815
- quadricinctus (Linnaeus, 1758)
- quadricinctus Olfers, 1818

## Aspects culturels
Ce tatou brésilien, malgré sa rareté et son statut d'espèce protégée, est localement chassé pour sa chair.
Il a été choisi comme mascotte de la Coupe du monde de football de 2014 organisée au Brésil et son nom est Fuleco. Par sa forme repliée en boule, il évoque un ballon caparaçonné capable de résister à tous les assauts.